# 吳冠英
吳冠英（1955年12月30日—2022年12月20日），廣東中山人，中國大陸藝術家，清華大學美術學院信息藝術設計系教授，2008年北京殘奧會吉祥物「福牛樂樂」設計者，中華人民共和國成立70週年紀念幣設計師。

## 生平
1955年12月30日出生于廣西南寧。1982年畢業於中央工藝美術學院裝潢系書籍設計專業。1982年至1985年任中央工藝美術學院《裝飾》雜誌美術編輯，1986年至1990年在中央工藝美術學院書籍藝術設計系任教，1990年至2000年在清華大學美術學院裝潢設計藝術系任教，2004年起在清華大學美術學院信息藝術設計系任教。
1982年毕业之后，吴冠英便進入进艺术设计，如2008年北京残奥会吉祥物“福牛樂樂”、2011年辛卯年生肖兔邮票、2013年癸巳年生肖蛇邮票、2015年乙未年生肖羊邮票以及《孙中山诞辰一百五十年》纪念邮票等。
2022年12月20日上午，吴冠英因病去世，享年67岁。部分媒体猜测吴冠英因感染2019冠状病毒去世，但当前中国大陆媒体在报道此事时，使用“重型感冒”，具体染病情况存疑。